# Inna de Yard: The Soul of Jamaica
 (mai 2025).
Si vous disposez d'ouvrages ou d'articles de référence ou si vous connaissez des sites web de qualité traitant du thème abordé ici, merci de compléter l'article en donnant les références utiles à sa vérifiabilité et en les liant à la section « Notes et références ».
Pour plus de détails, voir Fiche technique et Distribution.
Inna de Yard: The Soul of Jamaica est un film français de Peter Webber sorti en 2019.
Il est basé sur l'enregistrement d'un album à Kingston (Jamaïque) par des vétérans de la musique reggae, le collectif Inna de Yard.